# Étienne Delaune

Erik XIVs paradsköld gjord i stål 1562. Dekorerad med krigande Amazoner efter förlagor av Étienne Delaune. Finns på Livrustkammaren.

Étienne Delaune, född 1519, död 1583, var en fransk grafiker.
Delaune var en fransk motsvarighet till de tyska kleinmeister, och utförde över 1000 blad, oftast ornamentstick men även motiv efter Rafael, Michelangelo och andra, i omsorgsfull och sirligt detaljerad teknik.